# 스티븐 데이비스
스티븐 데이비스(영어: Steven Davis, MBE, 1985년 1월 1일 밸리미나 ~ )는 북아일랜드의 은퇴한 축구 선수로서, 포지션은 미드필더로 활약했다.

## 축구인 경력

### 선수 경력
2002년 애스턴 빌라와 유소년 계약을 체결한 데이비스는 2004년 성인 계약을 맺고 프로 무대에 데뷔하였다. 2005-06 시즌에는 주전 선수로 활약하며 리그 35경기를 소화하였다. 당시 북아일랜드 대표팀 감독이었던 로리 산체스는 데이비스를 두고 '제2의 프랭크 램퍼드'로 칭하기도 하였다.
2007년 풀럼 FC에 부임한 산체스 감독을 따라 풀럼으로 이적하였다. 풀럼에서 반 시즌 간 활약한 후 그가 어린 시절부터 응원하던 레인저스로 임대 이적하였다. 2월 13일 파나티나이코스 FC와의 UEFA 컵 경기에서 데뷔전을 치렀으며 베르더 브레멘과의 경기에서는 레인저스 소속으로 첫 골을 터뜨렸다. 임대 기간이 종료된 2008년 여름 레인저스로의 완전 이적 계약을 체결하였다.
레인저스가 2008-09 시즌부터 2010-11 시즌까지 3시즌 연속 리그 우승을 차지하는 데 핵심적인 활약을 펼친 데이비스는 2010년 스코틀랜드 프리미어리그 올해의 선수에 선정되었다. 2011년 7월 소속 팀과 5년 연장 계약을 체결하였다.

## 같이 보기
- A매치 100경기 이상 출전한 축구 선수 명단